# Bonton
Bonton (fr. bon ton 'dobar način') knjiga je ili kodeks ponašanja kojeg bi se trebao pridržavati svaki pripadnik društva. Bontoni nas uče kako se treba ponašati, izražavati, izgledati, komunicirati, gestikulirati i tako dalje u gotovo svakoj situaciji. Bonton najstrože osuđuje vrijeđanje, psovanje i fizičko obračunavanje. Postoje i specijalizirani bontoni čiji je sadržaj usmjeren na pojedinu situaciju, npr. Bonton u restoranu ili Bonton u kazalištu. Međutim, pravila ponašanja nisu u svim regijama svijeta ista, stoga nisu ni svi bontoni isti. 
Osobe koje ne poznaju bonton, ili ga se ne pridržavaju, nisu prihvaćene u svim društvima te se smatraju nepristojnima i loše odgojenima.

## Opće obrazovanje
Danas društvo postaje sve obrazovanije, što je utjecalo i na bonton. Od osobe se u obrazovanom društvu očekuje više od lijepog ponašanja - očekuje se opća kultura. To podrazumijeva osnovno obrazovanje, te poznavanje informacija, zanimljivosti i činjenica iz opće i popularne kulture. 

## Učenje
Svaka osoba zna barem najopćenitije osnove bontona. To se uči prilikom odrastanja, i podrazumijeva se kao dio odgajanja djeteta. Djeca se uče ponašanju prilikom objedovanja, komuniciranja s odraslima, druženja s vršnjacima.
Osobe koje smatraju da nisu usvojile osnove bontona, ili svoje znanje žele proširiti, čitaju knjige bontona. Najpoznatiji bonton na hrvatskom jeziku je Suvremeni bonton Eduarda i Amalije Osredečki. U nekim zemljama postoje tečajevi bontona, dostupni i na internetu, uz određenu novčanu naknadu.

## Akademski bonton
Akademski bonton podrazumijeva skup (ne)pisanih norma uvriježenih u akademskoj zajednici, a usmjerenih na očekivanja pri izražavanju, u svečanostima i drugim oblicima ponašanja. Posebice je važno poznavati norme akademske čestitosti i etičnosti te pristupe akademskim raspravama, citiranjima i zaključivanjima. Najpoznatiji akademski bonton na hrvatskom jeziku je Akademski bonton autorice Jasne Horvat objavljen 2022. godine u otvorenom izdanju Ekonomskog fakulteta u Osijeku.

## Internetski bonton
Informatizacijom i širenjem Interneta stvorila se potreba za sastavljanjem nove vrste bontona, internetskog bontona ili e-bontona. Obuhvaća pravila ponašanja i komuniciranja na internetu prvenstveno, primjerice u internetskim brbljaonicama (chat), internetskim forumima, blogovima, e-pošti i tako dalje.